# Municipio de Venustiano Carranza (Chiapas)
El Municipio de Venustiano Carranza es uno de los 124 municipios que conforman el estado de Chiapas; su cabecera es la localidad de Venustiano Carranza.

## Toponimia
El nombre Venustiano Carranza, dado en honor al presidente Venustiano Carranza.

## Geografía

### Límites
Las coordenadas extremas del municipio son: al norte 16°30' de latitud norte; al sur 16°07' de latitud; al este 92°20' de longitud oeste; al oeste 92°53' de longitud. Con una superficie territorial de 1360 km² ocupa el 1.9% del territorio estatal. El municipio de Venustiano Carranza colinda con los siguientes municipios:
- Al norte: Totolapa y Nicolás Ruiz y Teopisca.
- Al noreste: Amatenango del Valle.
- Al este: Las Rosas.
- Al sureste: Socoltenango.
- Al sur: La Concordia.
- Al oeste: El Parral y Chiapa de Corzo.
- Al noroeste: Emiliano Zapata y Acala.

## Demografía
De acuerdo a los resultados del Censo de Población y Vivienda de 2020 realizado por el Instituto Nacional de Estadística y Geografía, la población total de Venustiano Carranza es de 67 292 habitantes, de los cuales 33 499 son hombres y 33 793 son mujeres.

### Localidades
En el censo de 2020 el municipio de Venustiano Carranza contaba con 307 localidades.
| Código INEGI      | Localidad              | Población (2020) |
| ----------------- | ---------------------- | ---------------- |
| 071060001         | Venustiano Carranza    | 16 144           |
| 071060109         | San Francisco Pujiltic | 7 973            |
| 071060004         | Aguacatenango          | 4 467            |
| 071060151         | Soyatitán              | 3 766            |
| 071060040         | Ricardo Flores Magón   | 3 569            |
| 071060170         | Presidente Echeverría  | 3 310            |
| 071060175         | San Francisco          | 2 551            |
| 071060510         | Paraíso del Grijalva   | 2 163            |
| 071060049         | Guadalupe Victoria     | 1 857            |
| 071060165         | Vicente Guerrero       | 1 829            |
| 071060084         | El Puerto              | 1 751            |
| 071060064         | Mariano Matamoros      | 1 511            |
| 071060066         | Miguel Hidalgo         | 1 234            |
| Otras localidades | Otras localidades      | 15 167           |
| Total municipal   | Total municipal        | 67 292           |